# Aliatte II
Aliatte II (640 a.C. circa – 560 a.C.) fu il ventinovesimo re di Lidia, il quarto della dinastia dei Mermnadi; regnò oltre sessant'anni, probabilmente dal 621 a.C. al 560 a.C.

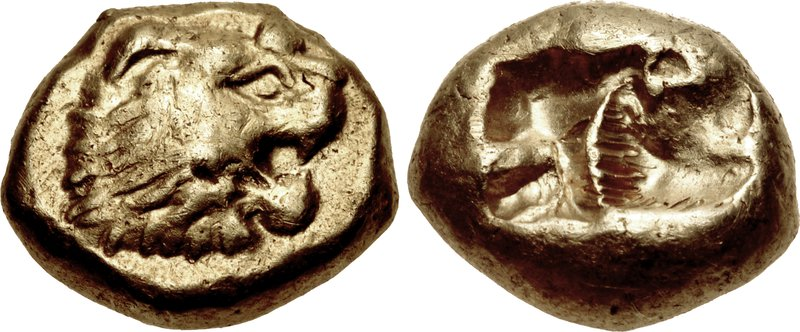
Moneta di Aliatte II, circa 620-564 a.C.

Figlio di Sadiatte, rafforzò il predominio lidio sulle città ioniche, portando anche a termine la guerra cominciata dal padre sei anni prima, e nel 585 stipulò con il medo Ciassare un trattato che riconosceva il fiume Halys quale confine fra la Lidia e la Media. Aliatte continuò la politica filellenica dei predecessori, dando vita a una koinè culturale greco-lidia.

## Nome
L'etimologia più probabile del nome Aliatte lo fa derivare, attraverso una forma con digamma iniziale Ϝαλυάτης (Waluáttēs), da un nome lidio Walwetes. Il nome Walwetes significava "leonismo" (cioè lo stato di essere un leone) ed era composto dal termine lidio walwe, che significava "leone", a cui era stato aggiunto il suffisso astratto -at(t)a-.

## Biografia

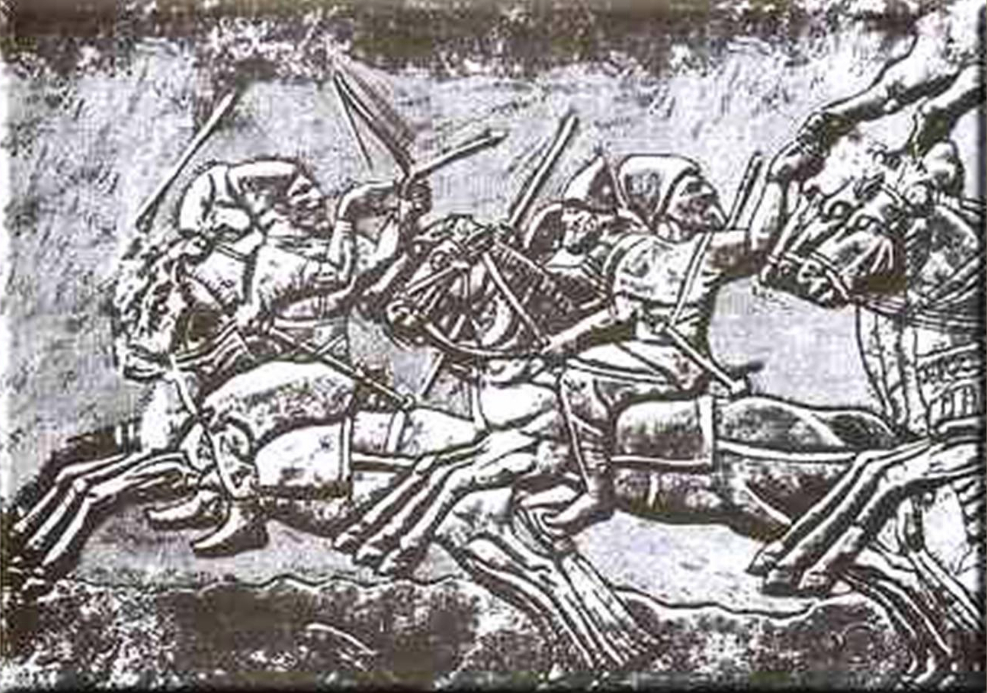
Rilievo assiro che raffigura i Cimmeri, con cui si scontrò Aliatte

Secondo Erodoto, Aliatte ebbe un ruolo importante nella guerra tra il regno di Lidia e la città di Mileto, che durò undici anni (suo padre Sadiatte aveva iniziato il conflitto e guidato l'invasione per i primi sei anni, e Aliatte gli era succeduto per gli altri cinque. Poiché la città aveva un accesso strategico al mare, Aliatte si astenne dal porre l'assedio da terra, saccheggiando invece i raccolti e gli alberi delle fattorie della zona. Nei suoi saccheggi, risparmia le case e le persone in modo da poter tornare a saccheggiare i campi periodicamente.
I Milesi subirono due sconfitte durante questa guerra: la prima a Limeneion e la seconda nella pianura del Meandro. Mentre l'esercito brucia i raccolti nel dodicesimo anno, il fuoco si propaga al tempio di Atena, che viene distrutto dall'incendio. Tornato a Sardi, Aliatte si ammala e chiede all'oracolo di Delfi spiegazioni sulla sua improvvisa malattia. La Pizia si rifiuta di rispondere finché il tempio non sarà ricostruito. Aliatte decide quindi di inviare un messaggero a Mileto per stabilire una tregua per il tempo dei lavori.
Da parte sua, Trasibulo, tiranno di Mileto, viene informato del messaggio della Pizia da Periandro. Per ingannare Aliatte, fa organizzare un banchetto pieno di grano in coincidenza con l'arrivo del messaggero che porta al suo re la notizia di una città che la guerra e i ripetuti saccheggi non hanno intaccato. Aliatte, ancora malato a Sardi, viene a conoscenza della situazione a Mileto e successivamente firma un accordo di pace con Trasibulo, impegnandosi a costruire due templi ad Atena sulle rovine del primo. Questo gesto lo liberò dalla malattia.
Aliatte continuò quella che era stata la politica lidia fin dal regno di Gige di mantenere alleanze con le città-stato dei Cari, con le quali i Lidi avevano anche forti legami culturali, come la condivisione del santuario del dio Zeus di Milasa con i Cari e i Misi, perché credevano che questi tre popoli discendessero da tre fratelli. Queste alleanze tra i re lidio e le varie dinastie carie richiedevano che i governanti lidio e cari si sostenessero a vicenda e, per solidificare queste alleanze, Aliatte sposò una donna dell'aristocrazia cariota dalla quale ebbe un figlio, Creso, che gli sarebbe poi succeduto. Questi legami stabiliti tra i re lidio e le città-stato cariche fecero sì che i Lidi fossero in grado di controllare la Caria attraverso alleanze con i dinasti carioti che governavano insediamenti fortificati, come Milasa, e attraverso gli aristocratici lidi insediati nelle città carie, come ad Afrodisia.
Aliatte aveva ereditato più di una guerra dal padre, e poco dopo la sua ascesa e all'inizio del suo regno, con l'approvazione assira e in alleanza con i Lidi, gli Sciti sotto il loro re Madyes entrarono in Anatolia e sconfissero i Cimmeri in modo che non costituissero più una minaccia; in seguito gli Sciti estesero il loro dominio all'Anatolia centrale fino a quando non furono a loro volta espulsi dai Medi dall'Asia occidentale nel 600 a.C. Questa sconfitta finale dei Cimmeri fu portata a termine dalle forze congiunte di Madyes, a cui Strabone attribuisce il merito di aver espulso i Cimmeri dall'Asia Minore, e di Aliatte, che secondo Erodoto e Polieno avrebbe sconfitto definitivamente i Cimmeri.
Subito dopo questa sua prima vittoria sui Cimmeri, Aliatte espulse dalle terre di confine della Lidia l'ultima sacca di presenza cimmerica che occupava da un secolo la vicina città di Antandro, e per facilitare questa operazione rifondò la città di Adramittio nell'Eolide. Aliatte insediò suo figlio Creso come governatore di Adramittio e presto espulse gli ultimi Cimmeri dall'Asia Minore. Adramittio era un sito importante per la Lidia perché si trovava vicino ad Atarneo e Astira, dove si trovavano ricche miniere.
Le conquiste orientali di Aliatte estesero l'Impero lidio fino all'alto Eufrate, secondo lo studioso Igor Diakonoff, che identifica Aliatte con il biblico Gog. Questo espansionismo portò il regno lidio in conflitto, nel 590 a.C., con i Medi, un popolo iranico che aveva espulso la maggior parte degli Sciti dall'Asia occidentale dopo aver partecipato alla distruzione dell'Impero neo-assiro. L'eclissi della battaglia tra Aliatte e Ciassare, che pose fine alla guerra quinquennale tra questi due regni, fu probabilmente predetta da Talete di Mileto. La data esatta è stata calcolata dalla NASA come il 28 maggio 585 a.C..
Il re babilonese Nabucodonosor II e il re di Cilicia Siennesi agirono come mediatori nel trattato di pace che ne seguì, suggellato dal matrimonio del figlio di Ciassare Astiage con la figlia di Aliatte, Arienide, e dal possibile matrimonio di una figlia di Ciassere con Aliatte o con suo figlio Creso. Il confine tra l'impero lidio e l'impero mediano fu fissato in un luogo ancora indeterminato dell'Anatolia orientale; il tradizionale resoconto degli storici greco-romani sul fiume Halys come confine tra i due regni sembra essere una costruzione narrativa retroattiva basata sul ruolo simbolico assegnato dai greci all'Halys come separazione tra l'Asia inferiore e l'Asia superiore e sul fatto che l'Halys fu un successivo confine provinciale all'interno dell'Impero achemenide.
Aliatte II standardizzò il peso di monete (1 statere = 168 chicchi di grano), che vennero prodotte utilizzando una nuova tecnica basata sull'incudine e in cui vi era l'effigie della testa di leone, il simbolo della sua dinastia. Nominò come erede il figlio Creso, mentre sua figlia Arienide andò in sposa ad Astiage re dei Medi.

## La tomba di Aliatte

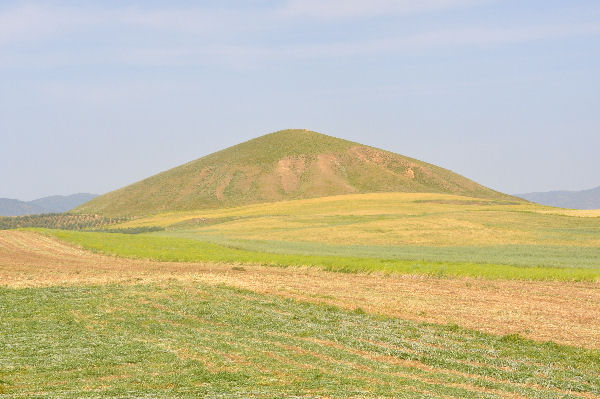
Il tumulo della tomba di Aliatte

La sua tomba (38°34′20.42″N 28°02′42.6″E), un grande tumulo di terra con una sottostruttura di pietre enormi, esiste ancora sull'altopiano tra il lago Gygaea e il fiume Hermus a nord di Sardi: venne scoperta da Spiegelthal nel 1854, il quale scoprì una grande volta di blocchi di marmo finemente tagliato. Il sarcofago e il suo contenuto sono stati rimossi da predoni: tutto quello che rimaneva erano alcuni vasi rotti di alabastro, ceramica e carbone. Sulla sommità del tumulo di grandi dimensioni sono stati fatti falli di pietra.